# Slottet Schönborn
Slottet Schönborn är ett barockslott i den österrikiska köpingen Göllersdorf i förbundslandet Niederösterreich ca 25 kilometer norr om Wien. 
Schönborn byggdes som sommarresidens för greve Fredrik av Schönborn, furstbiskop av Würzburg och Bamberg, mellan 1712 och 1717. Arkitekt var Johann Lukas von Hildebrandt. Slottsbyggnaden med sina tre flyglar är omgiven av en stor slottspark med orangeri och slottskapell (byggt 1729-1722).
1945 förstördes det mesta av inventariet och även byggnaden skadades. Men slottet renoverades senare.
I slottsparken byggdes 1989 en golfbana. Slottet används som klubbhus.